# Sekst Elije Pet Kat
Sekst Elije Pet Kat (Sextus Aelius Paetus Catus ili Sextus Aelius Q.f. Paetus Catus, početak 2. st. pr. Kr.) bio je rimski političar i pravnik, poznat kao jedan od prvih profesionalnih pravnika, odnosno teoretičara rimskog prava.
Elije je bio porijetlom iz plebejske obitelji koja je s vremenom stekla ugled i bogatstvo. Povjesničari vjeruju kako je njegov otac bio Kvint Elije Pet, jedan od pretora ubijenih u bitci kod Kane. Njegov stariji brat Publije je, pak, godine 201. pr. Kr. izabran za konzula. Sekst je, pak, godine 200. pr. Kr. izabran za kurulskog edila te je bio zadužen za podjelu žita iz Afrike. Dvije godine kasnije je izabran za konzula, ali se u mandatu nije ničime posebnim istakao, a sva slava je otišla njegovom kolegi Titu Kvinkciju Flamininu, pobjedniku rata u Grčkoj. Usprkos toga, zahvaljujući svojim pravnim vještinama (o čemu svjedoći nadimak Catus, što znači "Pametan") je godine 194. pr. Kr. izabran za cenzora.
Sekst Elije je poznat kao autor knjige Commentaria tripartita, koja je predstavljala jedno od prvih tumačenja znamenitog Zakonika dvanaest ploča. To je djelo pohvalio Ciceron u svojim spisima, ali se do današnjeg dana nije sačuvalo.

## Vanjske poveznice
- presents a different view of Catus's works, making two works one and the same.  William Smith's Dictionary of Greek and Roman Antiquities, published 1875, provides scanty details about this lost work. Little more information is to be found in this site's article about the Twelve Tables. Retrieved 30 May 2007.
- Genealogy  Arhivirana inačica izvorne stranice od 27. travnja 2009. (Wayback Machine) (somewhat uncertain, should be used with care). Retrieved 30 May 2007.